# Elias Toufexis
Elias Toufexis är en kanadensisk skådespelare.
Toufexis har bland annat medverkat i TV-serierna Blood of Zeus och Star Trek: Discovery.

## Filmografi (i urval)
- 2017–2024 – Star Trek: Discovery (TV-serie)
- 2020–2024 – Blood of Zeus (TV-serie)